# منطقة القبائل الصغرى
القبائل الصغرى ( ⵜⴰⵎⵓⵔⵜ ⵏ ⵉⵇⴱⴰⵢⵍⵉⵢⵏ) هي منطقة طبيعية في المنطقة الجبلية في شمال الجزائر. وهي جزء من منطقة القبائل.

## جغرافيا
تقع المنطقة في المنطقة الجبلية لسلسلة جبال البيبان وجبال البابور، وهي مناطق فرعية من سلسلة الأطلس التلي المطلة على البحر الأبيض المتوسط، يفصل وادي الصومام منطقة القبائل الصغرى عن منطقة القبائل الكبرى.
وتشمل منطقة القبائل الصغرى عدة أقسام إدارية في الجزائر: ولاية بجاية، وهي جزء من ولاية سطيف، وجزء من ولاية برج بوعريريج، وجزء من ولاية ميلة و ولاية جيجل .

## علم البيئة
بعض مناطق القبائل الصغرى مليئة بالغابات الصنوبرية المتوسطية والغابات المختلطة، وتوفر هذه المنطقة المحلية واحدة من الموائل المنفصلة القليلة المتبقية للمكاك البربري المهددة بالانقراض، وهو نوع من الرئيسيات كان يضم في عصور ما قبل التاريخ نطاقًا أوسع بكثير.

## انظر أيضا

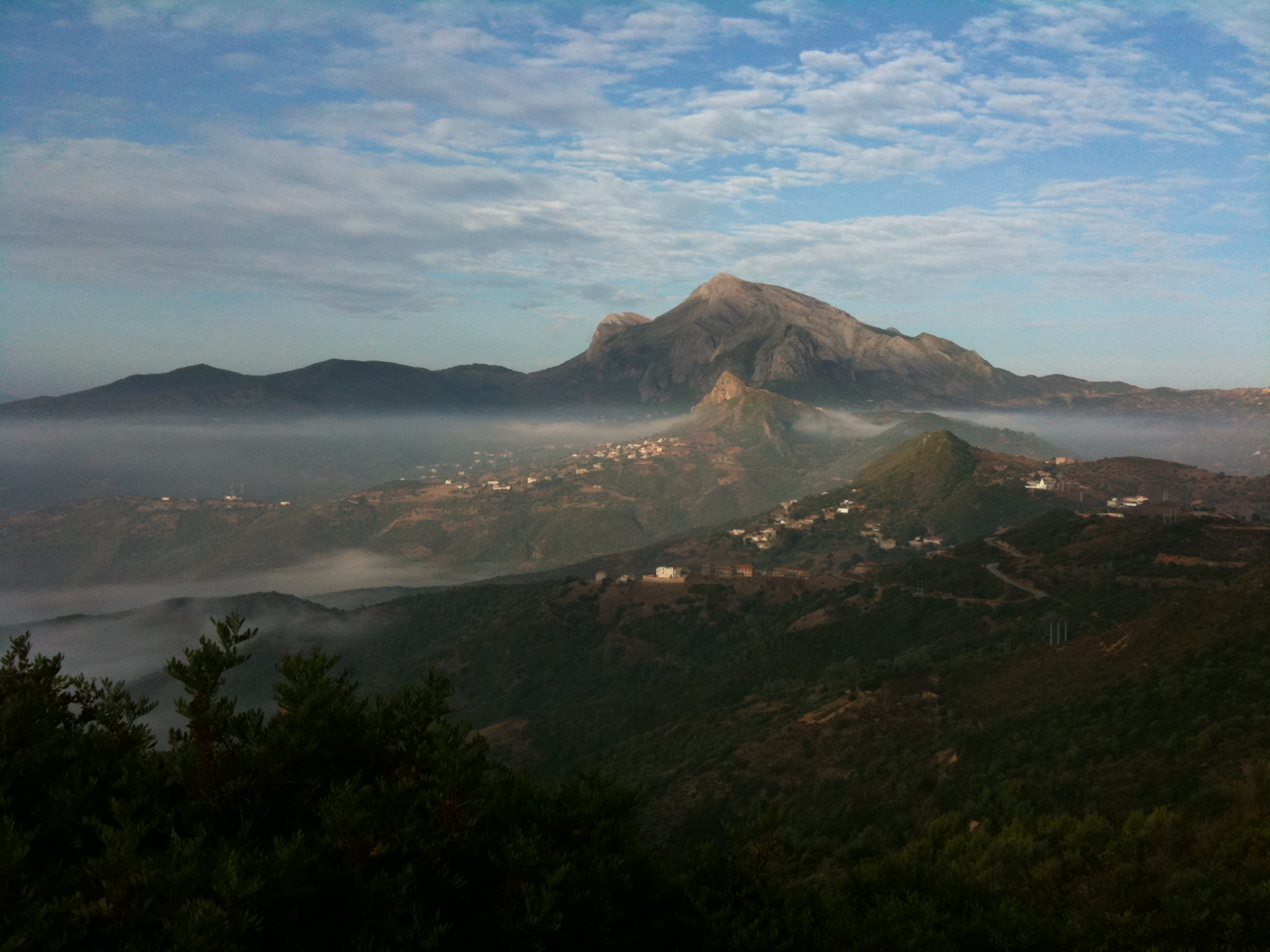